# Air China Cargo
Air China Cargo — вантажна авіакомпанія Китаю зі штаб-квартирою у місті Пекін, що працює в сфері перевезень по 36 містах у 27 країнах світу. Є дочірнім підприємством магістральної авіакомпанії Air China.
Портом приписки перевізника і його головним транзитним вузлом (хабом) є міжнародний аеропорт Пекін Столичний, як ще двох хабів використовуються Шанхай міжнародний аеропорт Пудун і міжнародний аеропорт Гуанчжоу Zhoukou.

## Історія
Авіакомпанія Air China Cargo була утворена 12 грудня 2003 року і того ж року почала операційну діяльність. 51 % власності належить Air China, 25 % — CITIC Pacific і 24 % акцій перебуває в розпорядженні Столичного аеропорту Пекіна. У березні 2007 року в Air China Cargo працювало 1818 співробітників.
У травні 2011 року керівництво компаній Air China і Cathay Pacific оголосили про злиття їх вантажних підрозділів під загальне управління авіакомпанії Air China Cargo.

## Маршрутна мережа
У березні 2012 року маршрутна мережа міжнародних регулярних рейсів авіакомпанії Air China Cargo охоплювала такі пункти призначень:
- КНР
  - Пекін — міжнародний аеропорт Пекін Столичний — хаб
  - Ченду — міжнародний аеропорт Шуанлю
  - Чунцін — міжнародний аеропорт Чунцін Цзянбей
  - Гуанчжоу — міжнародний аеропорт Гуанчжоу Байюнь — хаб
  - Шанхай — міжнародний аеропорт Шанхай Пудун — хаб
- Гонконг
  - міжнародний аеропорт Чхеклапкок
- Данія
  - Копенгаген — аеропорт Копенгаген
- Франція
  - Париж — аеропорт Париж Шарль-де-Голль[4]
- Німеччина
  - Франкфурт-на-Майні — аеропорт Франкфурт-на-Майні
- Індія
  - Ченнаї — міжнародний аеропорт Ченнаї[5]
- Японія
  - Осака — міжнародний аеропорт Кансай
  - Токіо — міжнародний аеропорт Наріта
- Китайська Республіка
  - Тайбей — міжнародний аеропорт Тайвань Таоюань
- США
  - Анкоридж — міжнародний аеропорт Анкоридж імені Теда Стівенса
  - Чикаго — Міжнародний аеропорт О’Хара
  - Даллас — міжнародний аеропорт Даллас/Форт-Уерт
  - Лос-Анджелес — міжнародний аеропорт Лос-Анджелес
  - Нью-Йорк — Міжнародний аеропорт імені Джона Кеннеді

## Флот

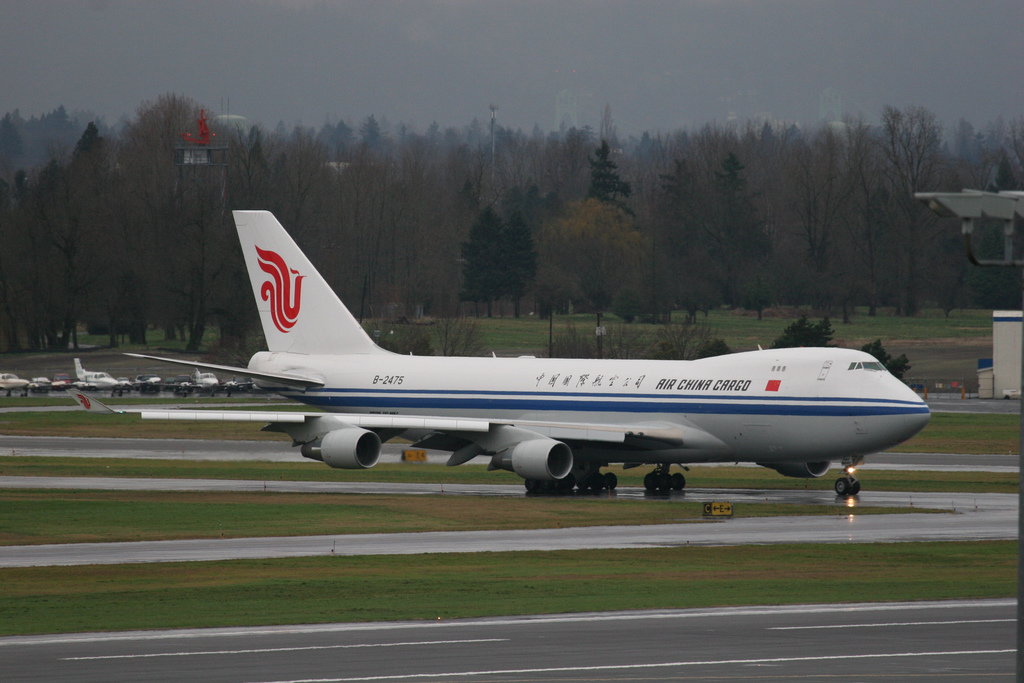
Boeing 747-400F авіакомпанії Air China

Станом на жовтень 2016 року флот авіакомпанії Air China Cargo становили такі літаки: